# Блэйк, Фрэнсис
Фрэнсис Блэйк Младший (англ. Francis Blake, Jr.; 25 декабря 1850 — 20 января 1913) — картограф, изобретатель и создатель угольного микрофона собственной конструкции.

## Ранние годы
Родился в деревне Ньютон Лауэр Фоллс (англ. Newton Lower Falls) в 1850 году в семье предпринимателя. Его отец отчаянно пытался наладить бизнес, и потому детство Фрэнсиса Блейка прошло в постоянных переездах. В 1858 году семья Блейка переезжает в Нью-Йорк, где его отец пытался делать деньги на торговле табачными изделиями, но не преуспел в этом. Когда началась Гражданская война в 1861 году, семья переехала в Вустер (Worcester). Вскоре Фрэнсис Блейк Старший получил место служащего в Бостонской таможне, после чего семейство обосновалось в Бостоне.
В 13 лет Фрэнк пошел в Бруклинскую школу (Brookline High School) в штате Массачусетс. Его учителем был выпускник Гарварда Джон Хорр (англ. John Emory Horr), директор этой школы, к которому Фрэнк относился с превеликим почтением и переписывался с ним даже после окончания школы. 25 мая 1866 года Фрэнк окончил школу. Когда Фрэнк окончил школу, то Джон Хорр написал рекомендательное письмо, в котором утверждал, что «…ему предначертано блестящее будущее, и я с полной уверенностью рекомендую всякому, с кем [Фрэнсису] предстоит иметь деловые и личные отношения, полностью ему доверять».

## Работа в картографическом ведомстве
С трудоустройством Фрэнсису помог дядя Джордж, который в Гражданскую войну был суперинтендантом Военно-Морской академии, куда устроил Чарльза Блейка, старшего брата будущего изобретателя. В то время, когда Фрэнк Блейк окончил школу, Командор Джордж Блейк (англ. Commodore George Smith Blake) был инспектором маяков в штате Массачусетс. Когда Фрэнсис Блейк Старший стал одолевать его просьбами, тот сделал несколько визитов бывшим коллегам, и руководитель картографического ведомства предложил Фрэнку должность на 50 долларов в месяц в топографическом отделе в Вашингтоне. 30 мая 1866 года Фрэнсис заступил на должность в Картографию Побережья США (United States Coast Survey).
В 1867 году Фрэнк отправился на геодезические изыскания в штат Флорида, а затем на Кубу. Следующим заданием стала работа в Гарвардской обсерватории, с которой у картографического ведомства были очень тесные связи. Там Фрэнк прекрасно себя проявил, что даже директор обсерватории профессор Винлок (Winlock) предлагал ему остаться на полную ставку.
1868 год был ознаменован для Блейка участием в экспедиции в Техасе. Он был совсем не доволен местными условиями и местным населением, и в письмах коллегам писал о том, что ему уже надоедают постоянные разъезды. В обсерватории ему предлагали оклад в 2500 долларов в год, но он остался в картографическом ведомстве на 800 долларов в год, ведь это занятие было более перспективным. Следующей экспедицией Блейка стала поездка в Сент-Луис, а в 1869—1870 гг. он путешествовал по Европе. В августе 1870 года, будучи в штате Мэн, он познакомился со своей будущей женой, Лиззи Хаббард (англ. Lizzie Hubbard), дочкой очень преуспевающего бостонского предпринимателя, Чарльза Хаббарда (англ. Charles T. Hubbard). Следующей поездкой Блейка стала экспедиция в Центральную Америку, где были проведены изыскания с целью узнать, возможно ли прорыть канал для прохода морских кораблей между Южной и Северной Америкой.
24 июня 1873 года Фрэнк женился на Лиззи Хаббард, и после этого он не желал участвовать в опасных экспедициях. После долгих препирательств и переговоров с начальством Блейк добился назначения на измерение береговой линии Бостонского побережья, дабы не отдаляться от супруги. Несколько лет он оставался в Бостоне, что ему дозволялось ввиду предыдущих заслуг. Но в апреле 1877 года Конгресс поставил перед картографическим ведомством новые задачи, которые требовалось выполнять, и оно не имело ни средств, ни возможности выгораживать Блейка. Фрэнк подал заявление об отставке.

## Телефония
Впервые о телефоне Фрэнк узнал от своего начальника, мистера Хилгарда, который был судьей на Промышленной выставке в Филадельфии в 1876 году, на которой Александр Белл потряс именитых гостей демонстрацией телефона. Неизвестно, кто подсказал ему идею с телефонией, но в январе 1878 года его дневник был наполнен записями об экспериментах с телефоном. 18 октября 1878 года Фрэнк пришел в офис компании Белла в Бостоне, где его микрофон осматривал и тестировал сам Томас Уотсон, первый помощник и соратник Александра Белла. Результат был великолепным, слышимость в микрофонах Блейка была потрясающей. 15 сентября 1881 года были поданы заявки на патент, а 29 ноября 1881 года были гарантированы привилегии. Компания Александра Белла была очень заинтересована в приобретении его микрофонов.
Главным его условием было то, что у каждого микрофона, на каждом аппарате должна была красоваться надпись «Передатчик Блейка» (англ. Blake Transmitter). Этим он шокировал и Томаса Уотсона, который считал, что вклад каждого изобретателя заслуживает внимания. Пришлось компании делать надписи с фамилиями Блейка, Белла, Эдисона и Берлинера.
Убедившись, что его имя будет на изделиях компании, Блейк занял у родственников ещё 15.000 долларов и купил на них 200 акций компании Белла (Bell Telephone Company) и 75 акций дочернего предприятия (New England Bell Company). Вклад этот был сделан в тяжелое для компании время, когда были мысли о продаже патента на телефон компании «Western Union».

## Фотография
Фрэнк делал прекрасные фотографии, и многие демонстрировал на выставках ассоциаций фотолюбителей. В то время фотоаппараты были не столь совершенны, как сейчас, и съемка и проявка были особым искусством. Блейк любил фотографировать объекты в движении. Для этого Фрэнк создал фотографический затвор собственной конструкции, который позволил делать снимок за 0.0006 секунд и избегать размытых фотографий. В то время теннисистов фотографировали в крытых помещениях специально для того, чтобы их мячи можно было подвешивать на ниточках. Поэтому пятикратный чемпион по теннису Джеймс Дуайт обратился к Фрэнсису Блейку за помощью в издании книги по этому виду спорта. Работы Блейка выставлялись в разных городах и всегда захватывали внимание публики, разные чемпионы по гольфу и теннису напрашивались на его фотосессии. Различные лаборатории приобретали затворы системы Блейка для того, чтобы фотографировать электрические искры и ход химических реакций.

## Изобретение микротома
В своем поместье Фрэнсис Блейк разводил породистых коров, не ради денег, а для выведения лучшей породы. Но однажды ветеринар отметил признаки туберкулеза на 6 из 10 коров. Фрэнсис приказал отправить анализы в лабораторию, но там не смогли подтвердить заражения даже после микроскопического анализа. Тогда Фрэнк взялся за конструкцию собственного микротома, позволяющего делать срезы ткани микроскопической толщины. Устройство Фрэнка пользовалось большой популярностью у бостонских медиков, но он не стал требовать никакой награды.

## Последние годы
В 1911 году он сам оценивал свое состояние в 763 943 доллара, много средств он тратил на благотворительность. Хоть он сам никогда не учился в колледже, в 1902 году Гарвард сделал его своим почетным магистром. Фрэнсис Блейк входил в попечительские советы многих университетов и больниц, многие общества приглашали его стать их почетным членом. Он умер в 1913 году богатым и состоятельным человеком.